# 草津町
草津町（日语：／ Kusatsu machi */?）是群馬縣西北部，吾妻郡的一町。是知名的溫泉觀光地。當地人將草津讀成「くさづ」。